# Guémené-Penfao

Localització de Guémené-Penfao

Guémené-Penfao (en bretó Gwenvenez-Penfaou) és un municipi francès, situat a la regió de país del Loira, al departament de Loira Atlàntic, que històricament va formar part de la Bretanya. L'any 2006 tenia 4.876 habitants. Limita amb Avessac, Plessé, Le Gâvre, Marsac-sur-Don, Conquereuil, Pierric i Massérac a Loira Atlàntic, Langon a Ille i Vilaine.

## Demografia
| 1962                                       | 1968  | 1975  | 1982  | 1990  | 1999  |
| ------------------------------------------ | ----- | ----- | ----- | ----- | ----- |
| 4.765                                      | 4.977 | 4.590 | 4.476 | 4.464 | 4.572 |
| Des de 1962: població sense dobles comptes |       |       |       |       |       |

## Administració
| Període | Identitat      | Partit        |
| ------- | -------------- | ------------- |
| 1995-   | Yannick Bigaud | Divers droite |